# Ла-Виста (Небраска)
Ла-Виста (англ. La Vista) — город, расположенный в округе Сарпи (штат Небраска, США) с населением в 11 699 человек по статистическим данным переписи 2000 года.

## География
По данным Бюро переписи населения США город Ла-Виста имеет общую площадь в 7,25 квадратных километров, водных ресурсов в черте населённого пункта не имеется.
Город Ла-Виста расположен на высоте 338 метров над уровнем моря.

## Демография
По данным переписи населения 2000 года в городе проживало 11 699 человек, 4058 семей, насчитывалось 6419 домашних хозяйств и 6670 жилых домов. Средняя плотность населения составляла около 1588,7 человек на один квадратный километр. Расовый состав Ла-Висты по данным переписи распределился следующим образом: 89,4 % белых, 5,3 % — чёрных или афроамериканцев, 1,0 % — коренных американцев, 4,0 % — азиатов, 0,20 % — выходцев с тихоокеанских островов, 2,14 % — представителей смешанных рас, 3,2 % — других народностей. Испаноговорящие составили 6,5 % от всех жителей города.
Из 6419 домашних хозяйств в 31,7 % — воспитывали детей в возрасте до 18 лет, 45,7 % представляли собой совместно проживающие супружеские пары, в 12,9 % семей женщины проживали без мужей, 36,8 % не имели семей. 28,7 % от общего числа семей на момент переписи жили самостоятельно, при этом 5,1 % составили одинокие пожилые люди в возрасте 65 лет и старше. Средний размер домашнего хозяйства составил 2,45 человек, а средний размер семьи — 3,06 человек.
Население города по возрастному диапазону по данным переписи 2000 года распределилось следующим образом: 29,8 % — жители младше 18 лет, 10,4 % — между 18 и 24 годами, 36,4 % — от 25 до 44 лет, 18,9 % — от 45 до 64 лет и 4,5 % — в возрасте 65 лет и старше. Средний возраст жителей составил 30 лет. На каждые 100 женщин в Ла-Висте приходилось 94,6 мужчин, при этом на каждые сто женщин 18 лет и старше приходилось 89,6 мужчин также старше 18 лет.
Средний доход на одно домашнее хозяйство в городе составил 47 280 долларов США, а средний доход на одну семью — 52 819 долларов. При этом мужчины имели средний доход в 34 732 доллара США в год против 25 076 долларов среднегодового дохода у женщин. Доход на душу населения в городе составил 19 612 долларов в год. 4,4 % от всего числа семей в округе и 5,7 % от всей численности населения находилось на момент переписи населения за чертой бедности, при этом 7,9 % из них были моложе 18 лет и 3,1 % — в возрасте 65 лет и старше.